# Trần Tiêu
Trần Tiêu (1900 - 1954) là một nhà văn Việt Nam. Ông là em ruột của Khái Hưng và là "cộng tác viên thân tín" của Tự Lực văn đoàn.
Trần Tiêu sinh tại xã Cổ Am, huyện Vĩnh Bảo, Hải Phòng. Sau khi đậu bằng thành chung, ông mở trường dạy tư. Trần Tiêu không có ý định viết văn nhưng được sự khuyến khích của Khái Hưng nên cũng bước vào nghề văn khi đã 36 tuổi, và có một vài tiểu thuyết như Con trâu, Chồng con.
Sau cách mạng tháng Tám, Trần Tiêu viết tiểu thuyết Làng Cầm đổi mới phản ánh sự thay đổi của làng Cổ Am. Khác với Khái Hưng, Trần Tiêu đi theo cách mạng, làm Ủy viên Hội đồng nhân dân xã Cổ Am và tham gia kháng chiến chống Pháp một thời gian. Sau vì ốm nặng Trần Tiêu trở về Hải Phòng chữa bệnh rồi dạy học tư ở trường trung học Bạch Đằng.
Ông mất ở Hà Nội năm 1954. Ông là cha của giáo sư, Nghệ sĩ Nhân dân Trần Bảng và ông nội của diễn viên, đạo diễn Trần Lực.

## Tác phẩm
Trần Tiêu chuyên viết về đề tài nông thôn. Các tác phẩm chính:
- Con trâu (tiểu thuyết) - Đăng trên báo Ngày Nay từ số 140 ngày 10 tháng 12 năm 1938, sau đó in thành sách do nhà xuất bản Đời Nay ấn hành năm 1940.
- Chồng con (tiểu thuyết, 1941)
- Năm hạn (tập truyện ngắn, 1942)
- Sau lũy tre (tập truyện ngắn, 1942)
- Truyện quê (đoản thiên tiểu thuyết, 1942) - Nhà xuất bản Lượm lúa vàng.
- Làng Cầm đổi mới (tiểu thuyết)